# Meikle Ross
Meikle Ross ist eine unbewohnte Halbinsel in Dumfries and Galloway im Südwesten Schottlands. Gemeinsam mit der vorgelagerten Insel Little Ross markiert sie sowohl die Mündung der Kirkcudbright Bay in den Solway Firth als auch dessen Übergang nach Nordwesten in die Wigtown Bay.

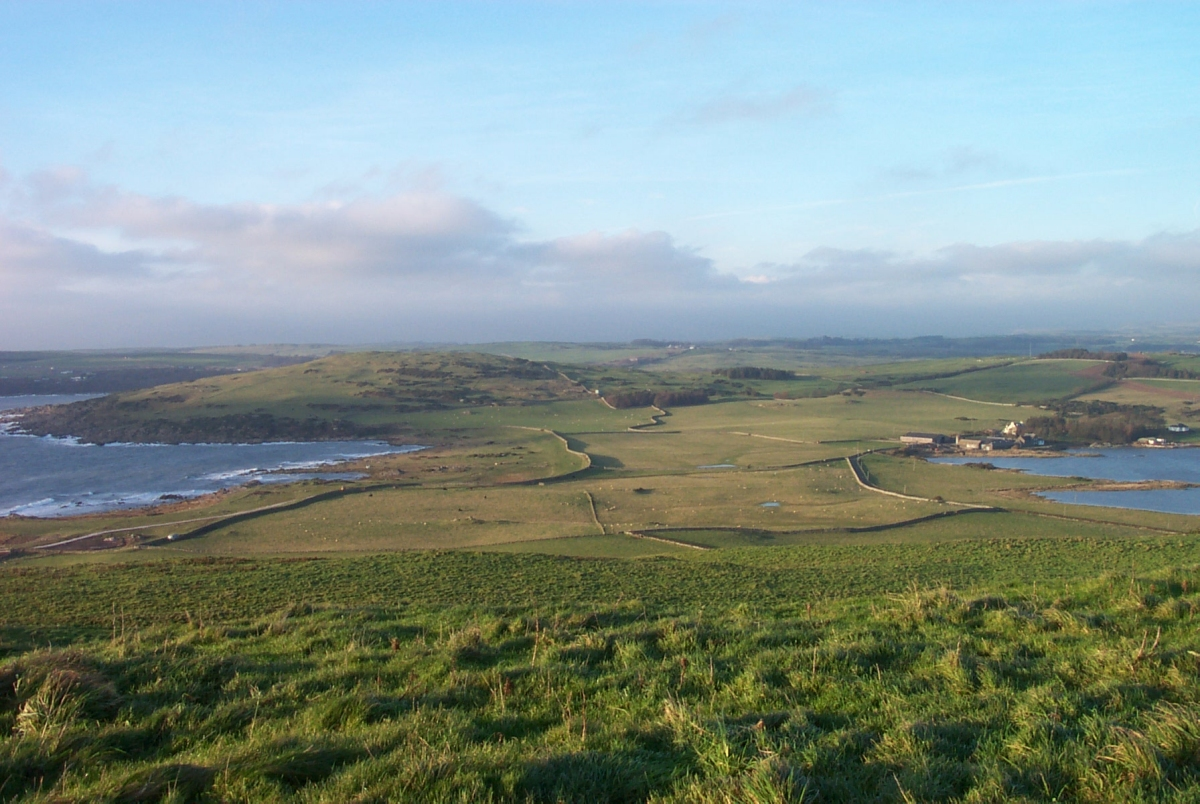
Blick von Meikle Ross auf die Land-brücke, links hinten der Mull of Ross.

Meikle Ross hat in etwa die Form eines mit der Spitze nach Südosten reichenden Piks mit einer Länge und Breite von jeweils 1300 Metern. Auf der Halbinsel befinden sich zwei Erhebungen: die höhere, die ebenfalls Meikle Ross heißt, mit 90 Metern, ihr südöstlich vorgelagert der Ree of Ross mit 63 Metern Höhe. Die felsige, der Wigtown Bay zugewandte Westküste wird als The Bents bezeichnet. Die etwa 400 Meter breite Meeresenge The Sound mitsamt den Felseninselchen Fox Craig und Richardson´s Rock begrenzt die Halbinsel im Südosten, auf der gegenüberliegenden Seite liegt die Insel Litle Ross.
Mit dem übrigen Festland ist Meikle Ross durch eine etwa 300 Meter breiten und bis zu etwa zehn Meter über dem Meeresspiegel liegende Landbrücke verbunden. Sie wird begrenzt durch die Fauldbog Bay im Westen und die Ross Bay mit der Ortschaft Ross im Osten. Auf der landwärts gegenüber liegenden Seite schließt sich ihr der 75 Meter hohe Mull of Ross an.
Die gesamte Küstenlinie der Halbinsel steht als Teil der Site of Special Scientific Interest (SSSI) Borgue Coast unter Naturschutz.